# 托盧·阿羅科達雷
托盧·阿羅科達雷（英語：Tolu Arokodare，2000年11月23日—）奈及利亞職業足球運動員，現效力於比甲球隊亨克。

## 榮譽

### 個人
- 比甲最佳射手：2024–25